# Дихлорметан
Дихлормета́н (метилѐнхлори́д, хло́ристый метиле́н, ДХМ, фреон 30, хладон 30) — органическое соединение с формулой CH2Cl2, двукратно замещённый галогеналкан, производное метана, прозрачная легкоподвижная и легколетучая жидкость с характерным для галогенпроизводных запахом. Впервые был синтезирован в 1840 году выдерживанием смеси хлора с хлористым метилом на свету.

## Получение
Получают прямым хлорированием метана хлором в условиях радикального механизма при 400—500 °C при соотношении, равном 5:1:
{\displaystyle {\mathsf {CH_{4}+Cl_{2}\longrightarrow \ CH_{3}Cl\uparrow +HCl\uparrow }}}
{\displaystyle {\mathsf {CH_{3}Cl+Cl_{2}\longrightarrow \ CH_{2}Cl_{2}+HCl\uparrow }}}
{\displaystyle {\mathsf {CH_{2}Cl_{2}+Cl_{2}\longrightarrow \ CHCl_{3}+HCl\uparrow }}}
{\displaystyle {\mathsf {CHCl_{3}+Cl_{2}\longrightarrow \ CCl_{4}+HCl\uparrow }}}
Общая реакция:
{\displaystyle {\mathsf {CH_{4}+2Cl_{2}\longrightarrow \ CH_{2}Cl_{2}\uparrow +2HCl\uparrow }}}
В результате получается смесь всех возможных хлоридов: хлорметан, дихлорметан, хлороформ и четырёххлористый углерод, которые потом разделяются ректификацией.

## Свойства
Растворимость в воде 2 % по массе (20 г/л), смешивается с большинством органических растворителей. Легколетуч (40 °C), образует азеотропную смесь с водой (т.кип. 38,1 °C, 98,5 % дихлорметана). Метиленхлорид (дихлорметан) реагирует с хлором с образованием хлороформа и четырёххлористого углерода. С иодом при 200 °C даёт СН2I2, с бромом при 25—30 °C в присутствии алюминия — бромхлорметан. При нагревании с водой гидролизуется до HСНО и НСl. При нагревании со спиртовым раствором NH3 до 100—125 °C образует гексаметилентетрамин. Реакция с водным раствором NH3 при 200 °C приводит к метиламину, муравьиной кислоте и НСl. С ароматическими соединениями в присутствии АlCl3 метиленхлорид вступает в реакцию Фриделя — Крафтса, например с бензолом образует дифенилметан. Так же вступает в реакцию с водным расствором гидроксида натрия, образуя формальдегид.
{\displaystyle {\ce {CH2Cl2 + 2NaOH -> HCHO + 2NaCl + H2O}}}.

## Применение
Дешевизна, высокая способность растворять многие органические вещества, лёгкость удаления, относительно малая токсичность привела к широкому применению его как растворителя для проведения реакций, экстракций в том числе и в лабораториях. Используют в смесях для снятия лака, обезжиривания поверхностей. В пищевой промышленности его используют для приготовления быстрорастворимого кофе, экстракта хмеля и других пищевых препаратов. Также нашёл применение для растворения смол, жиров, битума. Его высокая летучесть используется для вспенивания полиуретанов.
Также используется в хроматографии.
В промышленности в смеси с полимерами используют для создания формы, которая быстро застывает за счёт испарения дихлорметана. Он также используется для склеивания пластмасс: полистирола, поликарбонатов, полиэтилентерефталата, АБС-пластиков, и некоторых других. Ввиду высокой летучести дихлорметана его применение в склеивании полипропилена и полиэтилена ограничено.

### Очистка в лаборатории
- Промывают концентрированной серной кислотой, нейтрализуют щёлочью и промывают водой. Сушат над поташом или безводным сульфатом магния и перегоняют. Для дополнительного обезвоживания используют молекулярные сита 4Å[12].
- Кипятят с фосфорным ангидридом с последующей перегонкой. Хранят над молекулярными ситами 3Å.

### Специализированные применения
Дихлорметан используется в составах для склеивания пластиков. В смеси с метанолом используют как пропеллент, в качестве хладагента. Является основным компонентом множества составов для удаления краски, действуя в смеси с загустителями.

## Безопасность
Контакт дихлорметана с щелочными металлами приводит к взрыву. Работы с дихлорметаном следует проводить при работающей вытяжной вентиляции.
Дихлорметан способен вызвать наркоз. Он также токсичен: воздействует на печень, почки и селезёнку, способен проникать через кожу, гематоэнцефалический и плацентарный барьеры.
При остром отравлении при вдыхании дихлорметана наблюдаются раздражение слизистых оболочек глаз и верхних дыхательных путей, головокружение, головные боли, помрачнение сознания, рвота и понос. В случае тяжёлого отравления происходит потеря сознания вследствие наркоза вплоть до остановки дыхания. При хронических отравлениях наблюдаются постоянные головные боли, головокружение, потеря аппетита, поражение внутренних органов. Длительный покровный контакт с дихлорметаном может вызвать его накопление в жировых тканях и привести к ожогу. Также при длительной работе с ним возможно поражение печени и возникновение диабетической нейропатии.
В организме дихлорметан метаболизируется до монооксида углерода, что может вызвать интоксикацию данным веществом.
На крысах показано, что дихлорметан может вызывать рак лёгких, печени и поджелудочной железы.
В Евросоюзе запрещены краски с дихлорметаном как для личного пользования, так и для профессионального применения.
Для регулярной работы с дихлорметаном не подходят перчатки из латекса или нитриловые.
ПДК в рабочей зоне 50 мг/м³ (по ГОСТ 12.1.005-76), в воде водоёмов не более 7,5 мг/л. Концентрационный предел воспламенения 12—22 %. Не горюч, но поддерживает горение, от огня даёт вспышку, но не горит сам, горит в смеси с другими горящими материалами, внося свой вклад при пожаре, однако пролить на стол около спиртовки его не так опасно, как горючие растворители, скорее как масло.